# Sal de Seignette
El tartrato mixto de potasio y sodio (KNaC4H4O6·4H2O) llamado comúnmente sal de Seignette o sal de La Rochelle fue descubierto en 1672 por Pierre Seignette, farmacéutico de La Rochelle (Francia).
Es una de las sales del ácido tartárico.
Se obtiene por la acción del hidróxido sódico sobre el crémor tártaro bruto, que es un subproducto de la industria vinícola. Las sucesivas etapas de purificaciones permiten obtener un producto refinado de gran pureza.

## Sinónimos
- Tartrato doble de potasio y sodio
- Sal de La Rochelle
- Sal de potasio y de sodio del ácido tartárico L(+)
- Tartrato dextrógiro de sodio y potasio
- Tartrato potásico-sódico tetrahidratado
- Sal de potasio y de sodio del ácido (+) dihidroxi - 2,3 butano-dioico - (2R, 3R)

## Piezoelectricidad
En 1824, Sir David Brewster demostró efectos piezoeléctricos utilizando sal de La Rochelle, decidiendo nombrar el efecto piroelectricidad. Más tarde el efecto piezoeléctrico de la sal de La Rochelle fue estudiado por los hermanos Curie.

## Usos
Los principales campos de utilización de la sal de seignette son los siguientes:
- Galvanoplastia
- Industria Alimentaria (fabricación de pectinas y gelatinas)
- Industria Farmacéutica
- Papel de cigarrillos (regulador de la combustión)
- Piezoelectricidad
- Tratamiento de metales
- Purificación del gas
- Tintas para artes gráficas
- Plateado de espejos
- Reactivo de laboratorio
- Agente quelante para eliminar sales de aluminio, entre otros metales

## Almacenamiento
El ácido tartárico debe conservarse en un embalaje hermético y almacenarse en un local seco, resguardado de la humedad y en condiciones de temperatura normales. Es un compuesto estable que no se altera por el paso del tiempo si se respetan estas condiciones de almacenamiento. Sin embargo, de acuerdo con la reglamentación, se le asigna una fecha de caducidad de un año. El producto tiene una tendencia a aterronarse; no es aconsejable un almacenamiento prolongado, sobre todo para las granulometrías más finas.